# Унануэ, Микель
Мике́ль Уна́нуэ (исп. Mikel Unanue; род. 24 октября 1982, Сан-Себастьян, Страна Басков) — испанский кёрлингист.

## Достижения
- Чемпионат мира по кёрлингу среди смешанных команд: серебро (2018, 2023).

## Команды
| Сезон                                               | Четвёртый           | Третий              | Второй                        | Первый                 | Запасной                                            | Турниры                          |
| --------------------------------------------------- | ------------------- | ------------------- | ----------------------------- | ---------------------- | --------------------------------------------------- | -------------------------------- |
| 2013—14                                             | Микель Унануэ       | Серхио Вес Лабрадор | Inaki Lasuen                  | Victor Mirete          | Avelino Garcia тренер: Майк Харрис                  | ЧЕ 2013 (21 место)               |
| 2013—14                                             | Микель Унануэ       | Inaki Lasuen        | Victor Mirete                 | Avelino Garcia         | Iban Arrunategi                                     |                                  |
| 2014—15                                             | Микель Унануэ       | Inaki Lasuen        | Victor Mirete                 | Avelino Garcia         | Iban Arrunategi                                     |                                  |
| 2015—16                                             | Серхио Вес Лабрадор | Микель Унануэ       | Antonio De Mollinedo Gonzalez | Jose Manuel Sanguesa   | Эдуардо де Пас Курезес тренер: Кеннет Хертсдаль     | ЧЕ 2015 (22 место)               |
| 2017—18                                             | Серхио Вес Лабрадор | Микель Унануэ       | Antonio De Mollinedo Gonzalez | Эдуардо де Пас Курезес | Анхель Гарсиа Агирресабаль тренер: Кеннет Хертсдаль | ЧЕ 2017 (14 место)               |
| 2018—19                                             | Серхио Вес          | Микель Унануэ       | Antonio De Mollinedo          | Эдуардо де Пас         | Анхель Гарсиа Агирресабаль тренер: Кеннет Хертсдаль | ЧЕ 2018 (18 место)               |
| 2019—20                                             | Серхио Вес          | Микель Унануэ       | Nicholas Shaw                 | Эдуардо де Пас         | Анхель Гарсиа тренер: Кеннет Хертсдаль              | ЧЕ 2019 (15 место)               |
| 2022—23                                             | Серхио Вес          | Микель Унануэ       | Эдуардо де Пас                | Nicholas Shaw          | Luis Gomez тренер: Дэвид Уиллс                      | ЧЕ 2022 (9 место)                |
| 2024—25                                             | Серхио Вес          | Микель Унануэ       | Эдуардо де Пас                | Nicholas Shaw          | тренер: Даниэль Рафаэль                             | ЧЕ 2024 (13 место)               |
| Кёрлинг среди смешанных команд (mixed curling)      |                     |                     |                               |                        |                                                     |                                  |
| 2012—13                                             | Ойане Отаэги        | Микель Унануэ       | Лейре Отаэги                  | Inaki Lasuen           |                                                     | ЧЕСК 2012 (18 место)             |
| 2015—16                                             | Серхио Вес Лабрадор | Ойане Отаэги        | Микель Унануэ                 | Лейре Отаэги           |                                                     | ЧМСК 2015 (24 место)             |
| 2017—18                                             | Серхио Вес Лабрадор | Ойане Отаэги        | Микель Унануэ                 | Лейре Отаэги           |                                                     | ЧМСК 2017 (9 место)              |
| 2018—19                                             | Серхио Вес Лабрадор | Ойане Отаэги        | Микель Унануэ                 | Лейре Отаэги           |                                                     | ЧМСК 2018                        |
| 2019—20                                             | Серхио Вес          | Ойане Отаэги        | Микель Унануэ                 | Лейре Отаэги           |                                                     | ЧМСК 2019 (9 место)              |
| 2022—23                                             | Серхио Вес          | Ойане Отаэги        | Микель Унануэ                 | Daniela Garcia         |                                                     | ЧМСК 2022 (9 место)              |
| 2023—24                                             | Серхио Вес          | Ойане Отаэги        | Микель Унануэ                 | Лейре Отаэги           |                                                     | ЧМСК 2023                        |
| 2024—25                                             | Серхио Вес          | Ойане Отаэги        | Микель Унануэ                 | Лейре Отаэги           |                                                     | ЧМСК 2024 (4 место)              |
| Кёрлинг среди смешанных пар (mixed doubles curling) |                     |                     |                               |                        |                                                     |                                  |
| 2018—19                                             | Ойане Отаэги        | Микель Унануэ       |                               |                        | тренер: Стеффен Вальстад                            | ЧМСП 2019 (9 место)              |
| 2020—21                                             | Ойане Отаэги        | Микель Унануэ       |                               |                        | тренер: Мартин Штуки                                | ЧМСП 2021 (20 место)             |
| 2021—22                                             | Ойане Унануэ        | Микель Унануэ       |                               |                        | тренеры: Дэвид Уиллс, Лейре Отаэги                  | ЗОИ 2022 (квал. 2021) (11 место) |
| 2021—22                                             | Ойане Отаэги        | Микель Унануэ       |                               |                        | тренер: Дэвид Томас Уиллс                           | ЧМСП 2022 (18 место)             |
| 2022—23                                             | Ойане Отаэги        | Микель Унануэ       |                               |                        |                                                     | ЧМСП 2023 (13 место)             |
| 2023—24                                             | Ойане Отаэги        | Микель Унануэ       |                               |                        | тренер: Даниэль Рафаэль                             | ЧМСП 2024 (20 место)             |
| 2024—25                                             | Ойане Отаэги        | Микель Унануэ       |                               |                        | тренер: Даниэль Рафаэль                             | ЧМСП 2025 (20 место)             |

(скипы выделены полужирным шрифтом)